# Tebernillas
Tebernillas är en ort i Mexiko.   Den ligger i kommunen Mártir de Cuilapan och delstaten Guerrero, i den södra delen av landet, 180 km söder om huvudstaden Mexico City. Tebernillas ligger 1 778 meter över havet och antalet invånare är 153.
Terrängen runt Tebernillas är kuperad söderut, men norrut är den bergig. Tebernillas ligger uppe på en höjd. Runt Tebernillas är det ganska glesbefolkat, med 23 invånare per kvadratkilometer. Närmaste större samhälle är Atliaca, 17,3 km sydväst om Tebernillas. I omgivningarna runt Tebernillas växer huvudsakligen savannskog.